# C/1930 D1 Peltier-Schwassmann-Wachmann
C/1930 D1 Peltier-Schwassmann-Wachmann è una cometa non periodica con orbita retrograda. La cometa è stata scoperta il 18 febbraio 1930, al momento della scoperta la cometa era di 10 magnitudine apparente.